# Correllengua

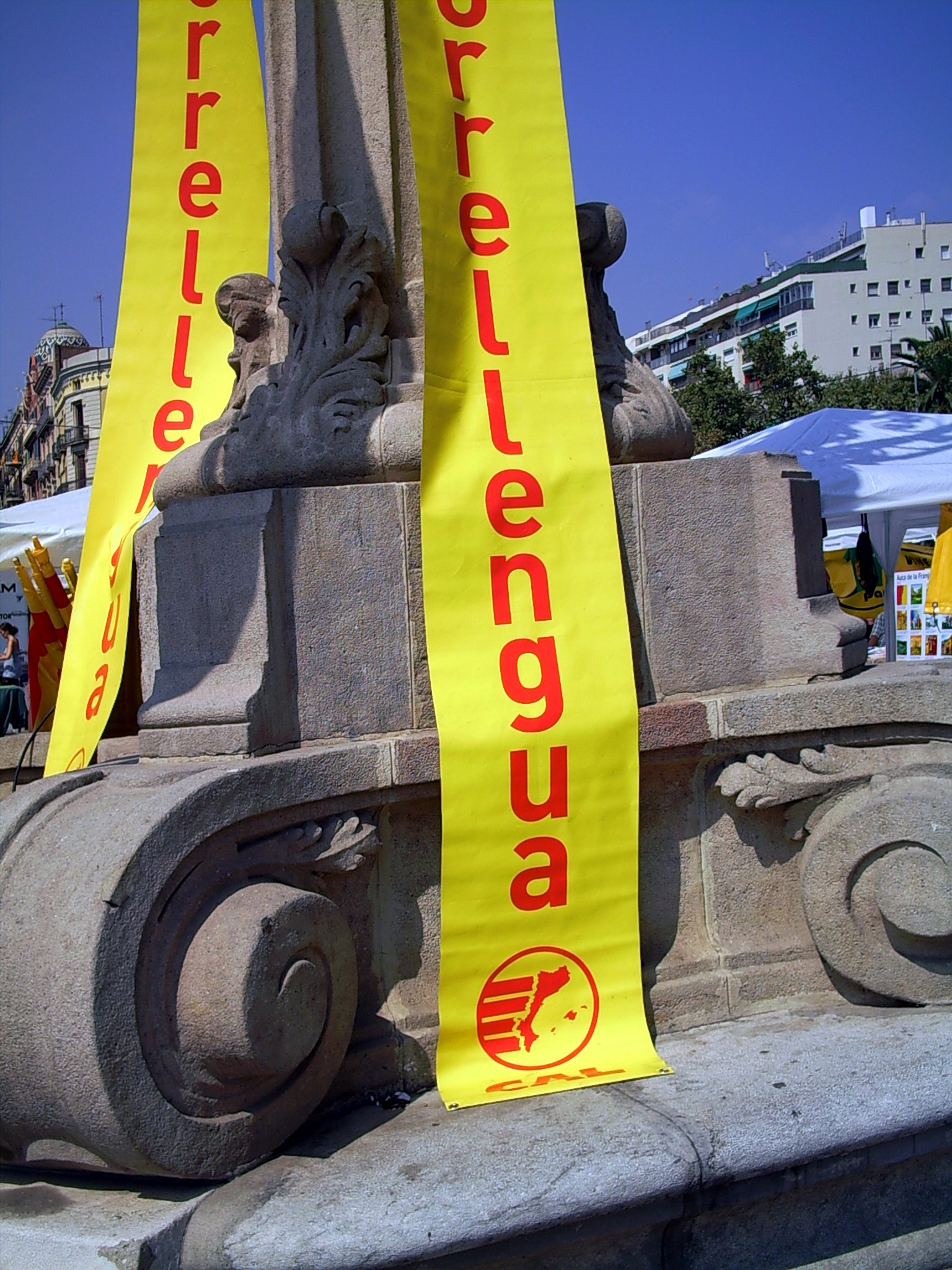
Pancarta de Correllengua

El Correllengua ("correlengua" en castellano) es el nombre de una campaña cultural que se hace cada año en varias regiones españolas y en el Rosellón francés, destinada a la defensa y promoción de la lengua catalana. Sus objetivos son la defensa de la unidad y oficialidad de la lengua catalana en los denominados Países Catalanes.[cita requerida]
La Coordinadora de Asociaciones por la Lengua Catalana (CAL) es la entidad encargada de organizar el correllengua en todos los territorios de habla catalana excepto en la Comunidad Valenciana donde esta tarea la lleva a cabo la organización Acció Cultural del País Valencià.

## Historia
Está inspirada en la Korrika, un encuentro popular a favor del euskera. En 1993 se llevó a cabo una iniciativa de este tipo en Mallorca. En 1995 se empieza a hacer en la Comunidad Valenciana.
En Cataluña comenzó en 1997 y fue una muestra de la nueva estrategia seguida por los activistas lingüísticos que ya habían sido escolarizados en catalán, a diferencia de la primera generación de activistas, representada por La Crida a la Solidaritat, que estaba integrada por personas procedentes del antifranquismo forjadas en los últimos años del franquismo y en la Transición. Esta segunda generación introdujo prácticas innovadoras como el camping tipo esplai ('recreo') o los festivales de música, y entre las que destacó el correllengua, «que alcanzó una alta visibilidad. El Correllengua buscó movilizarse mediante la demostración de un componente de estilo de vida con el compromiso con el idioma catalán». Una segunda novedad de esta generación de activistas, representados por la Plataforma por la Lengua además de por la CAL, fue que se coordinó con otros grupos afines de las Islas Baleares y la Comunidad Valenciana por lo que su campo de actuación abarcó todo el espacio lingüístico catalán.